# Aeropuerto de Brest-Bretagne
El Aeropuerto de Brest-Bretagne sirve al departamento de Finistère, Francia. Opera con vuelos de cabotaje y vuelos directos a Londres y Dublín, y otros varios destinos internacionales, aunque en su mayoría con escalas en Inglaterra, España, Francia y Marruecos, entre otros. Es un aeropuerto de tamaño pequeño. La ciudad de Brest está cerca del aeropuerto.

## Aerolíneas y destinos

### Destinos nacionales
| Ciudades                  | Nombre del aeropuerto                       | Aerolíneas                    |
| Francia                   | Francia                                     | Francia                       |
| ------------------------- | ------------------------------------------- | ----------------------------- |
| Auvernia-Ródano-Alpes     |                                             |                               |
| Lyon                      | Aeropuerto de Lyon-Saint Exupéry            | Air France                    |
| Bretaña                   |                                             |                               |
| Belle-Île-en-Mer          | Aeropuerto de Belle-Île                     | Finist'air (estacional)       |
| Ouessant                  | Aeropuerto de Ouessant                      | Finist'air                    |
| Córcega                   |                                             |                               |
| Ajaccio                   | Aeropuerto de Ajaccio-Napoleón Bonaparte    | Volotea (estacional)          |
| Bastia                    | Aeropuerto de Bastia-Poretta                | Volotea (estacional)          |
| Figari                    | Aeropuerto de Figari-Sud Corse              | Volotea (estacional)          |
| Gran Este                 |                                             |                               |
| Estrasburgo               | Aeropuerto de Estrasburgo                   | Volotea (estacional)          |
| Isla de Francia           |                                             |                               |
| París                     | Aeropuerto de París-Charles de Gaulle       | Air France                    |
| Nueva Aquitania           |                                             |                               |
| Pau                       | Aeropuerto de Pau-Pirineos                  | Chalair Aviation (estacional) |
| Región de Occitania       |                                             |                               |
| Montpellier               | Aeropuerto de Montpellier-Méditerranée      | Volotea                       |
| Toulouse                  | Aeropuerto de Toulouse-Blagnac              | Transavia                     |
| Provenza-Alpes-Costa Azul |                                             |                               |
| Marsella                  | Aeropuerto de Marsella-Provenza             | Transavia / Volotea           |
| Niza                      | Aeropuerto Internacional de Niza-Costa Azul | Volotea                       |
| Tolón                     | Aeropuerto de Toulon-Hyères                 | Transavia                     |

### Destinos internacionales
| Ciudades por países | Nombre del aeropuerto                                   | Aerolíneas                                  |
| África              | África                                                  | África                                      |
| ------------------- | ------------------------------------------------------- | ------------------------------------------- |
| Marruecos           |                                                         |                                             |
| Agadir              | Aeropuerto de Agadir-Al Massira                         | Transavia (inicia el 23 de octubre de 2025) |
| Marrakech           | Aeropuerto de Marrakech                                 | Transavia (estacional)                      |
| Europa              |                                                         |                                             |
| España              |                                                         |                                             |
| Barcelona           | Aeropuerto Josep Tarradellas Barcelona-El Prat          | Volotea                                     |
| Lanzarote           | Aeropuerto César Manrique-Lanzarote                     | Volotea (estacional)                        |
| Málaga              | Aeropuerto de Málaga-Costa del Sol                      | Volotea (estacional)                        |
| Menorca             | Aeropuerto de Menorca                                   | Volotea (estacional)                        |
| Palma de Mallorca   | Aeropuerto de Palma de Mallorca                         | Volotea (estacional)                        |
| Tenerife            | Aeropuerto de Tenerife Sur                              | Volotea (estacional)                        |
| Grecia              |                                                         |                                             |
| Atenas              | Aeropuerto Internacional Eleftherios Venizelos          | Volotea (estacional)                        |
| Heraclión           | Aeropuerto Internacional de Heraclión Nikos Kazantzakis | Volotea (estacional)                        |
| Irlanda             |                                                         |                                             |
| Dublín              | Aeropuerto de Dublín                                    | Aer Lingus (estacional)                     |
| Kerry               | Aeropuerto de Kerry                                     | Chalair Aviation (estacional)               |
| Italia              |                                                         |                                             |
| Olbia               | Aeropuerto de Olbia-Costa Smeralda                      | Volotea (estacional)                        |
| Palermo             | Aeropuerto de Palermo-Punta Raisi                       | Volotea (estacional)                        |
| Roma                | Aeropuerto de Roma-Fiumicino                            | Volotea (estacional)                        |
| Jersey              |                                                         |                                             |
| Jersey              | Aeropuerto de Jersey                                    | Finist'air (estacional)                     |
| Portugal            |                                                         |                                             |
| Faro (Portugal)     | Aeropuerto de Faro                                      | Volotea (estacional)                        |
| Oporto              | Aeropuerto de Oporto-Francisco Sá Carneiro              | Transavia (estacional)                      |
| Reino Unido         |                                                         |                                             |
| Londres             | Aeropuerto de Londres-Gatwick                           | EasyJet / Volotea                           |

## Estadísticas
Ver fuente y consulta Wikidata.
| Año  | Número de pasajeros | Evolución |
| ---- | ------------------- | --------- |
| 1997 | 614 023             |           |
| 1998 | 661 523             | 7,7%      |
| 1999 | 719 014             | 8,7%      |
| 2000 | 748 060             | 4%        |
| 2001 | 719 774             | 3,8%      |
| 2002 | 739 843             | 2,8%      |
| 2003 | 704 237             | 4,8%      |
| 2004 | 700 170             | 0,6%      |
| 2005 | 775 079             | 10,7%     |
| 2006 | 817 456             | 5,5%      |
| 2007 | 850 433             | 4%        |
| 2008 | 874 747             | 2,9%      |
| 2009 | 881 500             | 0,8%      |
| 2010 | 919 404             | 4,3%      |
| 2011 | 990 927             | 7,8%      |
| 2012 | 1 070 461           | 8%        |
| 2013 | 1 003 836           | 6,2%      |